# Bangladeschische Cricket-Nationalmannschaft in England in der Saison 2010
Die Tour der bangladeschischen Cricket-Nationalmannschaft nach England in der Saison 2010 fand vom 27. Mai bis zum 12. Juli 2010 statt. Die internationale Cricket-Tour war Bestandteil der Internationalen Cricket-Saison 2010 und umfasste zwei Tests und drei ODIs. England gewann die Test-Serie 2–0 und die ODI-Serie 2–1.

## Vorgeschichte
Bangladesch absolviert auf dieser Europatour mehrere ODIs gegen die anderen europäischen Associate Mannschaften in Irland und Schottland. 
Für beide Mannschaften war es die erste Tour der Saison. Das letzte aufeinandertreffen der beiden Mannschaften bei einer Tour fand in der Saison 2009/10 in Bangladesch statt.

## Stadien
Die folgenden Stadien wurden für die Tour als Austragungsorte ausgewählt.
| Stadion                     | Stadt      | Kapazität | Spiele  |
| --------------------------- | ---------- | --------- | ------- |
| Edgbaston Cricket Ground    | Birmingham | 24.803    | 3. ODI  |
| Bristol County Ground       | Bristol    | 17.500    | 2. ODI  |
| Trent Bridge                | Nottingham | 15.350    | 1. ODI  |
| Lord’s Cricket Ground       | London     | 30.000    | 1. Test |
| Old Trafford Cricket Ground | Manchester | 19.000    | 2. Test |

## Kaderlisten
Bangladesch benannte seinen Test-Kader am 3. Mai und seinen ODI-Kader am 26. Juni 2010. 
England benannte seinen Test-Kader am 23. Mai und seinen ODI-Kader am 3. Juli 2010.
| Test | Test | ODI | ODI |
| England | Bangladesch | England | Bangladesch |
| --- | --- | --- | --- |
| - Andrew Strauss (K) - James Anderson - Ian Bell - Tim Bresnan - Alastair Cook - Steven Finn - Eoin Morgan - Kevin Pietersen - Matt Prior (wk) - Ajmal Shahzad - Ryan Sidebottom - Graeme Swann - Jonathan Trott | - Shakib Al Hasan (K) - Mushfiqur Rahim (VK & wk) - Abdur Razzak - Imrul Kayes - Jahurul Islam - Junaid Siddique - Mahbubul Alam - Mahmudullah - Mohammad Ashraful - Naeem Islam - Robiul Islam - Shafiul Islam - Shahadat Hossain - Shamsur Rahman - Tamim Iqbal | - Andrew Strauss (K) - James Anderson - Ian Bell - Ravi Bopara - Tim Bresnan - Stuart Broad - Paul Collingwood - Craig Kieswetter (wk) - Eoin Morgan - Ajmal Shahzad - James Tradwell - Jonathan Trott - Luke Wright - Michael Yardy | - Shakib Al Hasan (K) - Mushfiqur Rahim (VK & wk) - Abdur Razzak - Imrul Kayes - Jahurul Islam - Junaid Siddique - Mahbubul Alam - Mahmudullah - Mohammad Ashraful - Naeem Islam - Robiul Islam - Shafiul Islam - Shahadat Hossain - Shamsur Rahman - Tamim Iqbal |

## Tour Matches
| 9. – 11. Mai Scorecard | London (The Oval) | Surrey 318-7d (82.2) & 313-3d (72.2) | – | Bangladeshis 372-6d (102.5) |
|                        |                   | Remis                                |   |                             |

| 14. – 16. Mai Scorecard | Chelmsford | Bangladeshis 231 (60.4) & 211 (45.2) | – | Essex 313 (87.1) & 130-5 (43.2) |
|                         |            | Essex gewinnt mit 5 Wickets          |   |                                 |

| 19. – 22. Mai Scorecard | Derby | Bangladeshis 220 (57.2) & 161 (52.5) | – | England Lions 296 (77.4) & 86-1 (16.4) |
|                         |       | England Lions gewinnt mit 9 Wickets  |   |                                        |

| 3. Juli Scorecard | Hove | Sussex 253 (47.5)           | – | Bangladeshis 104 (28.4) |
|                   |      | Sussex gewinnt mit 149 Runs |   |                         |

| 5. Juli Scorecard | London (Lord’s) | Bangladeshis 301-7 (50)           | – | Middlesex 160 (39.3) |
|                   |                 | Bangladeshis gewinnt mit 141 Runs |   |                      |

### ODIs in Irland
| 15. Juli Scorecard | Belfast | Bangladesch 234-9 (50)       | – | Irland 235-3 (46) |
|                    |         | Irland gewinnt mit 7 Wickets |   |                   |

| 16. Juli Scorecard | Belfast | Irland 189-9 (46)                              | – | Bangladesch 191-4 (37.4) |
|                    |         | Bangladesch gewinnt mit 6 Wickets (D/L method) |   |                          |

### ODI in Schottland
| 19. Juli Scorecard | Glasgow | Schottland     | – | Bangladesch |
|                    |         | Spiel abgesagt |   |             |

### ODI gegen die Niederlande
| 20. Juli Scorecard | Glasgow | Bangladesch 199-7 (30/30)         | – | Niederlande 200-4 (28.5/30) |
|                    |         | Niederlande gewinnt mit 6 Wickets |   |                             |

## Tests

### Erster Test in London
| 27. – 31. Mai Scorecard | London (Lord’s) | England 505 (125) & 382 (110.2) | – | Bangladesch 282 (93) & 163-2 (35.1) (f/o) |
|                         |                 | England gewinnt mit 8 Wickets   |   |                                           |

### Zweiter Test in Manchester
| 4. – 6. Juni Scorecard | Manchester | England 419 (121.3)                           | – | Bangladesch 216 (54.1) & 123 (34.1) (f/o) |
|                        |            | England gewinnt mit einem Innings und 80 Runs |   |                                           |

## One-Day Internationals

### Erstes ODI in Nottingham
| 8. Juli Scorecard | Nottingham | Bangladesch 250-9 (50)        | – | England 251-4 (45.1) |
|                   |            | England gewinnt mit 6 Wickets |   |                      |

### Zweites ODI in Bristol
| 10. Juli Scorecard | Bristol | Bangladesch 236-7 (50)         | – | England 231 (49.3) |
|                    |         | Bangladesch gewinnt mit 5 Runs |   |                    |

### Drittes ODI in Birmingham
| 12. Juli Scorecard | Birmingham | England 347-7 (50)           | – | Bangladesch 203 (45) |
|                    |            | England gewinnt mit 144 Runs |   |                      |

## Statistiken
Die folgenden Cricketstatistiken wurden bei dieser Tour erzielt.
| Tests            | Tests       | Tests   | Tests   | Tests   | Tests   | Tests   | Tests   | Tests   |
| Batting          | Batting     | Batting | Batting | Batting | Batting | Batting | Batting | Batting |
| Spieler          | Mannschaft  | Spiele  | Innings | Runs    | Average | HS      | 100s    | 50s     |
| ---------------- | ----------- | ------- | ------- | ------- | ------- | ------- | ------- | ------- |
| Tamim Iqbal      | Bangladesch | 2       | 4       | 268     | 67,00   | 108     | 2       | 1       |
| Jonathan Trott   | England     | 2       | 3       | 265     | 132,50  | 226     | 1       | 0       |
| Andrew Strauss   | England     | 2       | 3       | 186     | 62,00   | 83      | 0       | 2       |
| Imrul Kayes      | Bangladesch | 2       | 4       | 163     | 40,75   | 75      | 0       | 1       |
| Ian Bell         | England     | 2       | 2       | 145     | 72,50   | 128     | 1       | 0       |
| Bowling          |             |         |         |         |         |         |         |         |
| Spieler          | Mannschaft  | Spiele  | Overs   | Wickets | Average | BBI     | 5W      | 10W     |
| Steven Finn      | England     | 2       | 67      | 15      | 17,86   | 5/42    | 2       | 0       |
| James Anderson   | England     | 2       | 84      | 9       | 24,77   | 4/78    | 0       | 0       |
| Shakib Al Hasan  | Bangladesch | 2       | 80.3    | 8       | 34,75   | 5/121   | 1       | 0       |
| Shahadat Hossain | Bangladesch | 2       | 51      | 6       | 33,50   | 5/98    | 1       | 0       |
| Graeme Swann     | England     | 2       | 67.2    | 6       | 35,00   | 5/76    | 1       | 0       |

| ODIs             | ODIs        | ODIs    | ODIs    | ODIs    | ODIs    | ODIs    | ODIs    | ODIs    |
| Batting          | Batting     | Batting | Batting | Batting | Batting | Batting | Batting | Batting |
| Spieler          | Mannschaft  | Spiele  | Innings | Runs    | Average | HS      | 100s    | 50s     |
| ---------------- | ----------- | ------- | ------- | ------- | ------- | ------- | ------- | ------- |
| Andrew Strauss   | England     | 3       | 3       | 237     | 79,00   | 154     | 1       | 1       |
| Jonathan Trott   | England     | 2       | 2       | 204     | 102,00  | 110     | 1       | 1       |
| Junaid Siddique  | Bangladesch | 3       | 3       | 97      | 32,33   | 51      | 0       | 1       |
| Imrul Kayes      | Bangladesch | 3       | 3       | 94      | 31,33   | 76      | 0       | 1       |
| Ian Bell         | England     | 2       | 2       | 84      |         | 84*     | 0       | 1       |
| Bowling          |             |         |         |         |         |         |         |         |
| Spieler          | Mannschaft  | Spiele  | Overs   | Wickets | Average | BBI     | 5W      | 10W     |
| Ajmal Shahzad    | England     | 2       | 14      | 5       | 13,00   | 3/41    | 0       | 0       |
| Mashrafe Mortaza | Bangladesch | 3       | 26      | 5       | 20,60   | 3/31    | 0       | 0       |
| Ravi Bopara      | England     | 1       | 10      | 4       | 9,50    | 4/38    | 0       | 0       |
| Rubel Hossain    | Bangladesch | 2       | 18      | 4       | 28,25   | 2/52    | 0       | 0       |
| Stuart Broad     | England     | 3       | 30      | 4       | 32,50   | 2/43    | 0       | 0       |
| Shakib Al Hasan  | Bangladesch | 3       | 30      | 4       | 37,50   | 2/35    | 0       | 0       |
| Shafiul Islam    | Bangladesch | 3       | 23.3    | 4       | 45,25   | 2/38    | 0       | 0       |

## Player of the Series
Als Player of the Series wurden die folgenden Spieler ausgezeichnet.
| Serie | Player of the Series    |
| ----- | ----------------------- |
| Test  | Steven Finn Tamim Iqbal |
| ODI   | Andrew Strauss          |

### Player of the Match
Als Player of the Match wurden die folgenden Spieler ausgezeichnet.
| Spiel   | Player of the Match |
| ------- | ------------------- |
| 1. Test | Steven Finn         |
| 2. Test | Ian Bell            |
| 1. ODI  | Ian Bell            |
| 2. ODI  | Mashrafe Mortaza    |
| 3. ODI  | Andrew Strauss      |